# 愛されるより愛シタイ 〜THE HOUSE OF THE DEAD EX〜
『愛されるより愛シタイ 〜THE HOUSE OF THE DEAD EX〜』（あいされるよりあいしたい 〜ザ・ハウス・オブ・ザ・デッド イーエックス〜）は、2009年に発売された、セガ（後のセガ・インタラクティブ）のAM1研専用ソフト製作のアーケード用ガンシューティングゲームザ・ハウス・オブ・ザ・デッドシリーズのひとつである。ゾンビの男女ペアが主人公になったり、ミニゲームの内容がこれまでのシリアスな作風と違ってユーモアな内容になっている等、シリーズの外伝的作品となっており、ジャンルも「バラエティガンシューティング」である。過去作品の出演者も登場する。

## ストーリー
優秀な科学者であったキュリアン博士は、ある日を境に人が変わったかのようになり、死者を蘇らせる研究にのめり込むようになる。その研究の一端として生み出されたゾンビの少女、ゾビコはオテンバが過ぎて研究所の地下牢に幽閉されてしまう。募る寂しさを紛らわすため、牢番の男ゾンビ、ゾビオに話しかけるゾビコ……。やがて二人は恋に落ち、ゾビコの目に伝う涙を見たゾビオは、共に研究所を脱走することを決意する。二人の愛の逃避行の行く末はいかに?!

## 概要
操作デバイスは、ガンコントローラーと筐体足元のフットペダルの2種類。課題として出されるミニゲームを、ガンコントローラー、フットペダルのいずれか一方だけを駆使してクリアしていく。操作が簡単なことやバラエティ豊かなこと、他のHODシリーズと比べポップな雰囲気であること、ミスが続いた際の救済システムなどがしっかりしていることから親子連れやカップルに人気の機種である。
HODシリーズとしては珍しく、字幕テロップの漢字に振り仮名がついている。

## システム
- 全ステージは4つのチャプターに分かれており、チャプター内には3〜4のステージがある（ボスステージを含む）。チャプターの最後には本編と同様ボスが待ち構えている。
- ボスステージ以外では2つ提示されたステージの内どちらか一方を選択してプレーする。銃の照準を合わせるとゲームの名前や概要。難易度を見ることができる（同じゲームでも、登場箇所により上下する）。
- ゲームをプレーし、ノルマをこなしていくと画面の左右に表示されたゾビコとゾビオの顔アイコンから手が伸びていき、制限時間内に2人の手をつなげられればステージクリアとなる。2人プレイの際は2人の合計ノルマがクリア基準なので、どちらか一方の足りないノルマを補うプレイも可能となる。
- 制限時間内にノルマを達成できないとミスとなりライフを一つ失う。ただし、個人のノルマを達成していた場合は減らされない。
- ステージクリアした場合次のステージ選択を行う。クリア出来なかった場合はもう一度同じステージを挑むか、違うステージに挑むか選択できる（ボスステージの場合は自動的に再チャレンジとなる）。
- 各チャプターのボスステージをクリアすればチャプタークリア。全4チャプターをクリアすればエンディングとなる。

### リトライボーナス
- 一度失敗したステージを選択するとリトライボーナスとなり、前回のプレー時よりノルマが減り、またそれぞれのプレイヤーにあらかじめ少し得点が加算された状態でスタートする。
- リトライボーナスを受けた状態でさらにミスした場合、次のプレーはさらにノルマが軽減される。
- リトライボーナスがある状態でもう一方のボーナスがないステージに挑戦することも可能。さらにそのステージでもミスした場合は双方のステージで適用される。なお、ボスステージは自動的にリトライボーナスが発動する。

### ボーナスチャンスゲーム
- コンティニューした場合に挑戦できるゲーム。2リールスロットをペダルで止め、時間内にライフの絵を揃えることができれば成功。双方にライフが1加算される。失敗してもペナルティーはない。ただし、ドクロを揃えてしまうとタイムロスとなる。
- 左リールは1P、右リールは2Pが止める。1人プレーの場合、1Pを使用している場合は左リールから、2P使用時は右リールからストップする。

## 登場キャラクター
ゾビオ
本編の主人公。ゾビコの閉じ込められた牢屋の番を命じられた男のゾンビ。
幽閉され涙を流すゾビコの姿を見て、共に研究所を脱走する。
ゾビコ
本編のヒロイン。キュリアン博士が生み出したゾンビの少女。
お転婆が過ぎて幽閉され、寂しさ故に牢番のゾビオに話しかけていく内、互いに恋に落ちる。その後、ゾビオと共に研究所を脱走する。
4ステージのランクがS・A・B・Cの全部揃うと（取得順番は不問）ラーメンを食べる2人の姿をおまけEDで見られる。
キュリアン博士
悪の研究所で死者蘇生の研究をするマッドサイエンティスト。外見は本家シリーズのものとは明らかに違う。
元々は優秀な科学者だったが、婚約者の死をきっかけに変わってしまったらしい。
逃げ出したゾビオたちを捕らえるため、追っ手を差し向ける。
なぜゾビコを作ったかは全ステージクリア後のエンディングで明かされる。
ジャスティス
チャプター1のボス。巨大な4本腕のゾンビ。虫歯に悩まされており、頬を包帯で覆い、「歯が痛いダベ〜！」「治してくれ〜！」と泣き喚きながら迫ってくる。
ミニゲームによっては虫歯治療の御礼に追手のゾンビを握り潰してゾビオとゾビコの逃亡を助けてくれる。
ジャスティス以下4体は『ザ・ハウス・オブ・ザ・デッド 4』のボスがモデルである。
スター
チャプター2のボス。仮面を着けた赤ローブの怪人。キュリアン博士の命令で二人を追い詰める。コウモリを操る事もある。最終ボス戦にも登場する。
ゾビコにビンタされるが、ドMな性格が災いして逆に好きになってしまう。その後ゾビコにつきまとうが全然相手にされない。
本編のような超人的な能力は持たず、体にロープやジェット機を装備して浮遊する。
ちなみにスターの正体はキュリアン博士のクローン人間であることがあるエンディングで明らかになる。
エンプレス
チャプター3のボス。両手にチェーンソーを持った怪人。チェーンソーを振り回し追いかけてくる。
『4』に登場したものよりも胸が強調され女性的なフォルムになった。
ザ・ワールド
最終ボス。『4』の最終戦闘後イベントシーンのみで登場した第3形態の姿で登場。
飛行能力を持ち、多彩な攻撃を行う。
その他のキャラクター
いずれもHODシリーズに登場したキャラクターである。
また、雑魚ゾンビの殆どは『4』のものとデザインが同一である。

## 登場ステージ

### チャプター1 〜逃走〜
踏みタラン
金網の下にいる『4』のボスキャラのラバーズが吐き出す蜘蛛の子をペダルで踏んでいく。金の蜘蛛は4匹分とカウントされる。ドクロを踏んでしまうと感電しタイムロスとなる。レベルが上がると蜘蛛の量やドクロが増加する。制限時間内にノルマ分退治すればクリア。
ちなみにラバーズは金網の真下で常に逆さまの状態になっておりメスの姿しか見えないが、オスも巨大なトゲ付きの前足だけ確認できる。ただしステージ開始前のイントロではメスしか登場していない。
リンゴ狩りゾンビ
木になっているリンゴを銃で撃ち落とし、木の下で動いているゾビコ達のカゴに入れる。金のリンゴは3個分とカウントされる。レベルが上がると範囲が広がり爆弾が成ることもある。3カウント以内に撃たないと爆発し、タイムロスとなる。また、撃って爆発させると周辺のリンゴが落下する。制限時間内にノルマ分リンゴを手に入れればクリア。
大相撲ゾンビ場所
ツッパリをしてくる横綱ゾンビに連射する。レベルが上がると左右に移動したり、防御することもある。制限時間内にノルマ分当てることができればクリア。なお、背景では従来の作品に登場した雑魚に混じって、『4』のボスキャラのテンパランスが、バケツ型の容器を持ち何かを食べながら観戦している。
ゾンビリフティング
落ちてくるゾンビボールをタイミング良くペダルを踏んでリフティングする。続けば続くほどゾンビの速度が上がる。落とした場合は元の速度から始まる。レベルが上がると一度に2球、3球と増え、さらに妨害も始まる。制限時間内にノルマ分リフティングすればクリア。
虫歯ゾンビの憂鬱（ボスステージ）
虫歯で痛がっているジャスティスが『4』と同じように追ってくるので、虫歯を撃って治療を行う。
ジャスティスの口内にある赤い歯（虫歯）を撃ち治療する。途中で口を大きく開けて迫る時がチャンス（本来の『4』ではガチャプレイイベント）。レベルが上がると虫歯の数が増える。制限時間内にノルマ分虫歯を退治すればクリア。
クリアすると綺麗になった歯を画面全体に映した状態でリザルトになる。

### チャプター2 〜恋敵〜
出る杭は撃たれる
ゾンビの侵入を防ぐため扉に板を打ちつける。指示された場所を撃つと釘が打たれる。全ての釘を打ち終わると新たな場所が表示される。レベルが上がると扉からゾンビの手が出て妨害する。手を打ってしまうとタイムロス。制限時間内にノルマ数釘を打ちつければクリア。
ゾンビキャッチャー
チャプター1で助けたジャスティスを操作する。5つある扉の前にゾンビが来た瞬間を狙い扉を撃つ。タイミングが良ければジャスティスの手がゾンビをつかみ退治する。飛んでくるドクロをつかむと感電しタイムロス。レベルが上がるとゾンビが大量に出現する。制限時間内にノルマ数分ゾンビを退治すればクリア。
フライングゾーンB
鳥ゾンビにつかまりながら横スクロールのステージを進む。ペダルを踏み続けると上昇し離し続けると下降する。流れてくるハートをキャッチして得点を稼ぐ。金のハートは10個分とカウントされる。上下の建物やドクロに接触すると墜落しタイムロス。制限時間内にノルマ数分ハートを稼げればクリア。
ホップ・ステップ・ゾンビ
水上に浮かぶ木箱や浮き沈みをくり返すドラム缶、さらには泳いでいるエビタンを足場にしながら対岸へ渡っていく。途中にはハートがあるので集めていく。金のハートは4個分とカウントされる。水中に落下するとタイムロス&その場面の最初からとなる。レベルが上がるとエビタン&ドラム缶というように難易度が上がる。制限時間内にノルマ数分ハートを稼げればクリア。
頭文字Z
車で列車と並走しながら列車からでるハートを集めていく。ペダルを踏むと車が前進、離すと後退する。レベルが上がるとドクロや前後に車が出現する。どちらも接触するとタイムロス。制限時間内にノルマ数分ハートを稼げればクリア。
タイトルの元ネタは自社がアーケードゲームを展開している『頭文字D』より。ちなみに峠は攻めないとのこと。
タップダンスゾンビー
右から流れてくる足跡に合わせて画面上の足跡の場所でペダルを踏む。踏むとポイントが加算され、さらにコンボ数でもボーナスが加算される。制限時間内にノルマ数分ポイントを稼ぐことが出来ればクリア。
ZONB'z
ステージ上のゾンビシンガー（1人プレー時は1人、2人プレー時は2人登場）に銃でスポットライトを当て続け観客の興奮度を上げる。レベルが上がるとジャンプしたり動きが速くなったりフェイントをかますこともある。制限時間内に観客の興奮度が100%（2人プレー時は合計200%）に達すればクリア。
タイトルの元ネタはロックバンドのB'z。
スター誕生（ボスステージ）
本編のようにスターの仮面に銃撃を加える。レベルが上がるごとの速度や攻撃パターンが変わってくる。
レベル1:至近距離で左右に移動
レベル2:8の字に移動したり遠くに移動してきたりする。
レベル3:コウモリを出したあと素早く退散する。コウモリに攻撃されるとタイムロス（残り時間が1秒減らされる）。
制限時間内にダメージを100%（2人プレー時は2人で200%）与えられればクリア。
タイトルの元ネタは同名の番組から。

### チャプター3 〜愛憎〜
ここからいままでに選択していないステージが難易度が上昇した状態で登場する。
名探偵ゾビコ
3〜4体いるゾンビの中に1体だけ他のゾンビと違う姿、ポーズをしているのでそのゾンビを撃つ。時間内にノルマ分正解すればクリア。
このゲームには何故か総合司会として『ザ・ハウス・オブ・ザ・デッド 2』の姿のジェームズ。司会としてゲイリーが登場する。また、ケイトがラウンドを書いたボードを持って登場する。誤って彼女を撃つと「きゃあ！」「やめて！」「何するの！」「エッチ」等のリアクションがある。
場所がゴールドマンビル前でBGMがマジシャン戦であり、これは家庭用『2』のトレーニングモードにある同様のトレーニングのオマージュである（ただし本作では周囲がかなりのお祭り騒ぎになっている）。
エージェントゾンビ
黒服の男からパイを投げられるのでそのパイをギリギリのタイミングでペダルを踏み、よける。よけられれば得点。ギリギリでよけられれば2回分カウントされる。レベルが上がると視点が変わる。至近距離からの投げ。変化球。分身投げ。ハイジャンプ投げ。遠くからの超高速投げなど攻撃が多彩になる（ただし、パターンは一緒）。時間内にノルマ分よけられればクリア。
全てにおいて『マトリックス』のパロディである。
ゾンビパパラッチ
ステージ内を車で移動しながら（『4』内の移動シーンとほぼ一緒）街中に溢れるゾンビの写真を撮影していく。フレームの中央に顔を入れると高得点となる。また、カメラは1回とるたびにエネルギーチャージのためのロスがある。時間内に達成度を100%（2人プレー時は合計200%）に達すればクリア。
ゾンビボウル
ボウリングの球になったゾンビを撃ってモゥラーのピンを倒す。撃つと加速し、左右を打つとその方向へ移動する。倒したピンが得点になるが、ストライク、スペアでボーナスが加算される。レベルが上がると球が重くなりなかなか進んでくれなくなる。制限時間内にノルマ分得点を稼げたらクリア。
何故かレーンの最奥に『4』のボスキャラのテンパランスがいる。
ゾンビリヤード
ゾビコ達が乗っているカートを撃ち移動させハートを回収する。また攻撃してくるランスIIは加速時に倒すことができ、また倒すと3個分になる金のハートを出す。攻撃されるとタイムロス。時間内にノルマ分ハートを集められればクリア。
Z列車でいこう（ボスステージ）
『4』にも登場する列車にのるため、障害物とエンプレスの攻撃を避けながらハートを集めていく。
レベル1:ブロック、ドラム缶、ゾンビなどの障害物を避ける
レベル2:エンプレスの攻撃を避ける
レベル3:前半は障害物、後半はエンプレスの攻撃を避ける
接触してしまうとダウンしてしまいロスとなる。終点に着くまでにハートを集めることができればクリア。
これまでの成績にもよるが、ここまで順調な成績の場合、ノーミスでないとクリア出来ないことも多い。
タイトルの元ネタはA列車で行こうシリーズ。

### チャプター4 〜生還〜
ここでは全て未プレイステージになる。
最終決戦（ラストボスステージ）
本家『4』よりも多い3段構えのステージになっている。
第1段階:迫ってくるワールドの胸に銃撃しダメージを与える。近づかれ攻撃されると残り時間が減る。攻撃に成功するとゾビコがスターにつかまるので機械のアームに攻撃し、解放させる。ゾビコを撃つと残り時間減少。ワールド→スター→ワールド→スター→ワールド…と交互に行い、ワールドへのダメージが時間内に100%（2人時は合計200%）を超えたらクリア。
第2段階:ペダルを連打し列車から落ちないようにする。制限時間内に列車上部までたどり着ければクリア。
第3段階:このステージでは銃で攻撃。ペダルを踏むと盾を出し防御する。（タイムクライシスシリーズと逆）ワールドの攻撃（炎10連発と近づいての爪、氷のつぶて）を防御しながら胸に銃撃を加える。ダメージを受けると残り時間が減るだけでなく、攻撃がキャンセルされ大ダメージを与えられなくなってしまう。一定量ダメージを与えたら接近戦となり、防御無しで銃撃を加える。時間内にダメージを100%（2人時は合計200%）与えられたらクリア。